# 乔治·纽波特
乔治·纽波特（英語：George Newport，1803年2月14日—1854年4月7日）是一位英国解剖学家和昆虫学家，毕业于倫敦大學，1846年当选皇家学会会士，1836年和1851年两次获得皇家獎章。